# Лундвалль, Брюс
Брюс Лундвалль (13 сентября 1935, Энглвуд — 19 мая 2015, Нью-Джерси) — американский продюсер. Возглавлял лейбл-компанию «Blue Note» (1985—2010), обладатель Грэмми за «особые заслуги» в 2011 году. Продюсировал таких известных джазменов, как Нору Джонс, Херби Хэнкока и Бобби Макферрина.

## Биография
Родился 13 сентября 1935 года в городе Энглвуд штата Нью-Джерси.
В 1960 году начинает работать в «Columbia Records», а чуть позже возглавляет его североамериканское подразделение. Он заключает перспективные контракты с Декстером Гордоном, Херби Хэнкоком, Стэном Гетцем, Уинтоном Марсалисом и Вилли Нельсоном. Работая там, он познакомил молодых любителей рока, продав миллионы копий, с электро-джазом Уилли Нелсона, которому долго отказывали в записи.
В 1984 году по предложению корпорации «EMI» возглавляет «Manhattan Records».
Руководство корпорации «EMI» в 1985 году приглашает Брюса на должность директора фирмы грамзаписи «Blue Note Records». Ещё в 1950-х годах эта фирма сформировала джазовый мейнстрим и каноническую музыку того времени, а сейчас находилась в «спящем режиме». Выбор был сделан по причине его прошлых заслуг в «Columbia Records».
«Blue Note» в это время выпускала только переиздания классических работ 1950—1960-х годов. Возглавив фирму, он осовременил её: начал широкую программу издания современного джаза и пригласил новые поколения джазовых музыкантов. Лундвалль больше занимался артистами и репертуаром, нежели маркетингом и продажами. Он считал, что в этом кроется успех студии звукозаписи.
Музыкант записывал таких известных исполнителей как Нора Джонс, Джон Скофилд, Бобби Макферрин и других.
Вышел на пенсию в 2010 году, проведя последние годы в пансионе «Брайтон Гарденс» для страдающих болезнью Паркинсона . Любовь к музыке проявлялась у Брюса до последних дней его жизни: в августе 2014 года он организовал благотворительный джаз-фестиваль, где выступили такие звёзды как Нора Джонс и Дайан Ривз и другие из «Blue Note».
Умер 19 мая 2015 года от лёгочной инфекции на фоне болезни Паркинсона.

## Награды
В 2011 году Брюс удостоен специальной премии «Грэмми» за «особые заслуги».

## Прозвище
Среди музыкантов бытовало мнение, что Лундвалль любил именно музыку: помогал артисту сделать его музыку известной, а не управлял им; почти всегда соглашался с предложенными идеями. Из-за этой особенности в джазовом сообществе его прозвали «Dr. Yes» (Доктор Да).